# 부병제
부병제(府兵制)는 중국의 남북조 시대 서위에서 비롯되어 북주 · 수를 거쳐 당대에 완성된 고대 중국의 군사 제도이며, 한국에서는 고려시대와 조선 중종 때에 폐지될 때까지 병농일치(兵農一致)의 징병제(徵兵制)로써, 원래는 주현군 군부(軍府)에 속한 병사라는 의미였는데, 기본적으로는 농민 스스로 무기를 준비해 임무를 수행하게 되어 있었다. 균전제(均田制)의 토대 위에 존재했기에 균전제가 붕괴되면서 함께 붕괴되었다.

## 발생 이전
부병제 이전에 중국에서는 병호(兵戸)라는 군사제도가 존재했다. 이는 특정 집안이 병역 의무를 세습하도록 한 것으로, 위 무제(魏武帝)가 황건적 반란에 가담했던 30만 명을 배속시켜 설치한 청주병(青州兵)에서 시작되었다. 그 뒤 병호제는 남북조로 이어져 남조에서는 문치를 중시해 무예를 경시하는 풍조와 함께 쇠퇴, 유송 왕조에 이르러 붕괴되었다. 북조에서는 선비족의 상무(尚武) 기풍에 힘입어 병호의 지위가 갈수록 높아져 비교적 오랫동안 병호제가 유지되었다. 북위(北魏) 왕조에서는 병호를 진(鎭)이라 불렀고 특히 수도 평성(平城)의 북쪽에 위치한 유연(柔然)을 막는 육진(六鎮)의 지위가 높았으며 영토의 통치권도 지녔으나, 효문제(孝文帝)가 실시한 한화(漢化) 정책으로 문치 사상이 퍼져 병호의 지위 또한 차츰 낮아졌다. 또한 영토의 통치권까지 중앙 조정이 설치한 군현(郡県)에 빼앗기고 그 생활은 군현으로부터의 원조로 유지되게 되었으며, 평성을 떠나 낙양으로 천도하면서 수도를 방비한다는 육진의 지위도 떨어졌다. 이에 불만을 품은 진 구성원들은 육진의 난을 일으켰다.
북위 왕조가 동서로 나뉘고 왕조의 군사력이라고 할 수 있는 선비족 정예는 서위보다 옛 땅에 가까운 동위 쪽으로 조금 더 몰려 있었다. 북위 영희 3년/동위 천평 5년(534년) 동위와의 전투에서 패한 서위의 우문태는 병력 부족을 보충하기 위해 각지의 명망 있는 호족들을 「향수」(鄕帥)로 임명해 각자 맡은 땅에서 「향병」(鄕兵)을 결집하게 하였다. 이것이 부병제의 기원이 되었다. 향병은 한인 출신의 농민이 대다수였던 5호 16국 시대 이래의 관중(関中) 땅으로 옮겨 와서 살고 있던 북방 출신의 이민족, 이른바 호족(胡族)들까지 포함하는 것이었다. 이들 향병 부대는 서위가 북주로 교체되는 동위 무정 8년/서위 대통 16년(550년) 무렵까지 24군(軍)으로 편성되었고 「개부」(開府)라 불리는 사령관이 각 군을 맡아 통솔하는 형태로 조직되었다. 「개부」는 두 사람으로 「대장군」(大將軍) 한 사람이 지휘했고, 두 사람의 「대장군」을 다시 한 사람의 「주국」(柱國)이 통솔했다. 이 부병 군단을 통솔하는 것이 서위 전체의 통괄자인 승상(丞相, 대총재大冢宰)이기도 했던 우문태 자신이었다.
우문태 자신과 서위 왕조의 종실을 포함하는 8명의 주국(六柱国) - 12명의 대장군 - 24개의 개부라는 군제 시스템에서 개부 하나당 1군을 맡아, 1개 군 안에도 몇 개의 「단」(團)으로 구성되어 의동장군(儀同将軍)、대도독(大都督)、수도독(帥都督)、도독(都督)이라는 지휘관이 설치되었다. 향병 부대는 이러한 군단 조직으로 짜여진 「부병」(府兵)으로 불렸다. 부병은 조용조(租庸調)와 노역을 면제받았고 전사로써 필요한 말이나 식량을 여섯 집이 공동으로 부담하였다. 당시 부병에 속하게 되었다는 것은 호족들에게는 과거의 자존심을 되찾는다는, 한인 향병들에게는 귀족제 아래서의 신분 상승의 기회로써 큰 의미가 있는 것이었고, 스스로가 물자를 부담해 자발중으로 군에 참가한다는 민중 의식으로 부병제는 성립되었다. 또한 이러한 부병제 군사 제도의 운용으로 국가 재정 부담 또한 경감할 수 있었고, 지방 호족의 군대를 해체하여 중앙 직할의 군부에 병권을 집중시키는 주목적도 있었다.
이 군사제도는 장군이었던 8주국・12대장군은 서위, 그리고 이후의 북주(北周) 왕조에서도 유력자로써 가계를 유지하였고, 수(隋) 왕조의 양씨(楊氏)는 대장군, 당 왕조의 이씨(李氏)는 주국이라는 가계를 가지고 있었다.

## 수 · 당 왕조의 부병제
서위에서 북주(北周), 다시 수(隋) 왕조에 이르는 시대에 병호와 민호의 호적상 구별이 폐지되고 일반 민호로써 일괄되었으며, 당 왕조는 수 왕조의 이러한 제도를 이어 받았다.
당 왕조는 중앙에 좌우 위(衛) 이하 12위부(衛府)를 두어 금군(禁軍)으로 삼고 지방에 절충부(折衝府)를 두어 부병의 징발, 동원, 훈련을 담당하게 했다. 부병의 의무는 절충부가 설치되어 있는 주의 주민(州民)에게만 부과되고 절충부가 없는 주의 주민에게는 부과되지 않았다. 성인 남자(21세 - 59세)를 대상으로 세 사람 가운데 한 명을 징병하는 방식으로 이루어졌다. 부병이 된 사람은 평시에는 집에 있으면서 농업에 종사하다가 겨울 농한기가 되면 소속된 절충부(折衝府)라는 부서로 모여 군사 훈련을 받았고, 조를 짜서 연중 한 번, 한 달 내지 두 달씩 교대로 수도에 가서 위부에 속한 위사(衛士)가 되었다. 이를 번상(番上)이라 불렀다. 그리고 3년간 변경에서 수자리를 서야 했다. 이렇듯 부병은 중앙 · 지방 변경을 하나로 연결하는 병제(兵制)였다.
절충부는 전국에 6백 곳이 존재하였다. 소속 병사는 상중하로 나뉘어 처음에는 상 1000 ・ 중800 ・ 하600명이었는데, 후에 1200・1000・800명으로 증원되었다. 10명이 1화(火), 5화가 1대(隊), 4대가 1국(國)을 이루었고, 각각의 지휘관을 화장(火長) ・ 대정(隊正) ・ 교위(校尉) ・ 절충도위(折衝都尉)라 불렀다. 600 × 1000＝60만 명으로 이것이 당 왕조의 전 병력이었다. 물론 방위를 위한 가동 병력은 그보다 조금 못 미치는 수준이었고, 또한 내란이나 해외원정 등 당번 병사들만으로는 수효가 부족될 경우에는 긴급소집을 받아야만 했다. 임시로 모병이 이루어지는 수도 있었다. 이를 「행군」(行軍)이라 하였다.
부병은 조용조를 면제받았으나 무기 · 의식은 각자가 부담해 준비하는 것으로 국고는 별로 들지 않았다.

## 부병제의 붕괴
부병제는 농경 토착 풍습을 가진 중국인에게는 차츰 상당한 부담이 되어갔다. 당 현종대에는 균전제 자체가 무너지면서 농민들이 납세할 수 없게 되었던 것이다. 당의 영토가 넓어지면서 농민들은 (그들의 감각으로) 더욱 먼 변방으로 나가지 않으면 안 되었고, 이미 7세기부터 외정(外征)이 잦아지면서 수자리 한 번 나가면 살아서 고향에 돌아올 보장도 없다는 절망감으로 도망치는 사람도 늘어 병사는 점점 줄어갔던 것이다.
또 화베이 지역에 가을갈이 농법이 정착되고 2년 3작 방식이 확립되어 농사의 연중화 · 집약화 및 이를 기반으로 한 생산력의 증대가 진전되어 사실상 토지 사유화가 이루어짐과 동시에 색역은 돈을 내는 것으로 대체되어 갔고, 다음 수자리 설 병사가 오지 않아 제때 교대하지 못해서 그 기간 동안의 농사에 제약을 받을 수밖에 없는 부병은 수자리에 대한 경제적 부담감이 증대했다(이러한 농업의 변화는 조용조 체제의 붕괴와 양세법 도입의 원인이기도 했다).
부병제는 외적의 움직임에 기민하게 대처하기 어려웠고, 당 조정이 상비군을 원하게 되면서 부병 대신 모병으로 이루어진 행군이 주로 운용되었다. 변경에서도 그것은 마찬가지로 기미주(羈縻州)에 설치된 도호부 아래에는 행군이 조직되어 있었다. 의봉 연간(676년 - 678년)에 군제 개혁이 시행되어 군진(軍鎭)으로 불리는 군사 조직이 변경 방위를 맡게 되었으나, 조정의 군진의 통제가 어려워지면서 각 지방에서 강력하게 군진을 통제하는 절도사가 등장하였다. 그리고 변방의 병사들은 부병제에서와 같은 3년 정도의 짧은 기간이 아니라 6년 혹은 그 이상의 세월을 변방에서 지내게 된다. 또한 개원 25년(737년) 변방 군진에서 뽑아 영주시키는 장정건아(莊丁健兒) 제도가 도입된다. 이들은 모두 모병으로 충원되었고 생활비용을 국가 지급으로 충당하는 직업 군인이었다.
여기에 이르는 동안 당 왕조에서는 병농분리가 완성되었고 부병제는 완전히 소멸했다.

## 같이 보기
- 절도사

## 참고 자료
- 이 문서에는 다음커뮤니케이션(현 카카오)에서 GFDL 또는 CC-SA 라이선스로 배포한 글로벌 세계대백과사전의 내용을 기초로 작성된 글이 포함되어 있습니다.